# 羅貝托·貝尼尼
羅貝托·雷米焦·貝尼尼（義大利語：Roberto Remigio Benigni，1952年10月27日—），意大利国宝级电影导演與電視劇演員、喜剧演员、剧本作家，意大利荣誉勋章获得者，奥斯卡影帝。
1998年，其自編自導自演電影作品《美麗人生》取得非凡成功，奪得第71屆奧斯卡金像獎最佳男主角奖。

## 生平

### 早年
羅貝托·貝尼尼出生于意大利菲奧倫蒂諾堡。他的母亲是一名工厂监督，父亲是一名木匠和农民。他的家庭信奉天主教，羅貝托·貝尼尼曾任輔祭。1971年他在普拉托首次在剧院演戏。同年秋他移居罗马，他在那里参加了一些實驗戲劇的演出，其中一些是他本人导演的。1975年他首次导演获得成功。
1970年代，貝尼尼因为电视连续剧《自由的海浪》而出名，但由于审查不过关，这部剧没有上演。他的第一部电影是1977年的《柏林格，我愛你》。
此后他参加意大利共产党的政治示威。他本人趋向共产党。在这次示威中他把非常严肃的恩里科·贝林格背到背上。这是一个前所未有的举动，因为到那个时候为止意大利政治家都非常严肃、非常注重礼仪。他的这个举动打破了这个常规，成为意大利政治风格上的一个转折点。从这个时候开始意大利政治家开始试验新的规则和“举止”，参加不正规的活动和改变他们的生活方式，表现比较普及的习性。1980年代里貝尼尼在一次重要的现时电视节目中不礼貌地称呼教宗若望·保祿二世再次被检查。
在1976年9月上演的一部电视剧中貝尼尼扮演一个懒惰的电影批评家，他从来不去看他应该评论的电影，这部剧再次使得他的声誉提高。貝納多·貝托魯奇让他在《月亮》中扮演一个没有台词的小角色。

### 1980年代
1980年他遇到来自切塞纳的演员妮可萊塔·布拉斯基，兩人后来结婚，並主演多部貝尼尼后来的许多电影。1983年，貝尼尼首次导演电影，也是首次与妮可萊塔·布拉斯基合作。1984年，他与非常知名的喜剧演员马西莫·特罗西一起出演《眼泪不再》。

### 美国
貝尼尼从1986年开始参与三部由美国导演吉姆·賈木許拍摄的电影。在1986年的《不法之徒》中他扮演一个无辜的囚徒，他被错判杀人，但是由于他无法改变的幽默和乐观最后逃脱和找到了他的爱人。在1991年的《地球之夜》中扮演一名計程車司机，他的客人是一个牧师。他在开车的时候向他的客人虔悔，报告他古怪的性生活，导致牧师不安和心肌梗塞。2003年，他在贾木许的第一部短片《咖啡与香烟》中演出。
1990年，他是第40届柏林國際影展評審之一。
1993年他出演布萊克·愛德華导演的《顽皮警察》，这部电影在美国不成功，但是在意大利非常受欢迎。
貝尼尼在1989年费德里柯·费里尼的最后一部电影《月吟》中扮演了一个严肃的角色。在这段时间里贝尼尼开始和剧本作家文森索·希拉米合作，两人一起拍摄了许多在意大利很成功的影片。

### 美丽人生

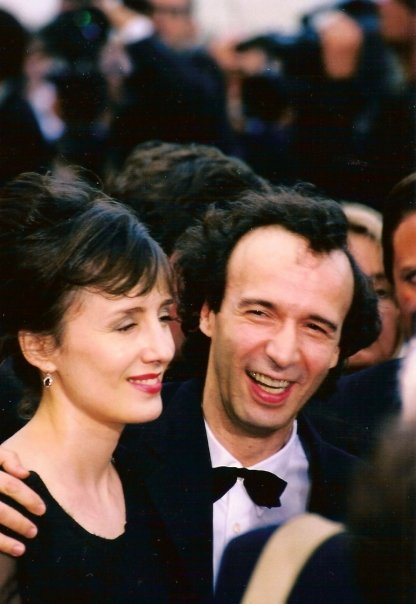
貝尼尼和妻子妮可萊塔·布拉斯基在1998年坎城影展上

貝尼尼在美国最著名的電影是1997年的悲喜剧《美丽人生》，它的剧本也是與文森索·希拉米一起写的，电影在阿雷佐拍摄。内容是一个意大利犹太人在纳粹集中营里试图保护他的儿子。他对他的儿子说猶太人大屠殺是一个精心编造的游戏，他必须非常小心谨慎他们才能够赢。貝尼尼的父亲本人在伯根-贝尔森集中营内被关押了三年。《美丽人生》部分是基于他父亲的经验编写的。虽然在编写和拍摄过程中貝尼尼多次与不同犹太组织讨论来避免电影的内容伤害受害者感情，但是电影还是遭到批评。有人指出电影中没有拍摄很多迫害的场面，也有人指出不应该对所有的事情都一笑了之，而且这很不可信。赞同的批评赞扬貝尼尼的艺术胆魄和技巧来使用喜剧表现悲剧。查理·卓别林曾经承认说假如他事前知道大屠杀的真相的话他不可能拍摄《大独裁者》。
1998年，《美丽人生》獲得七项奥斯卡金像奖提名。貝尼尼在第71屆奧斯卡金像獎上获得最佳男主角奖，尼古拉·皮奥瓦尼获得最佳原創劇情類配樂.
《美丽人生》获奖後貝尼尼站到前排座位的靠背上向公众致谢，然后才到台上领奖；他在获得最佳男主角奖的谢词中说：“这肯定是一个错误。我把我所有的英语用光了！（This is a terrible mistake because I used up all my English!）”他使用但丁《神曲》的结束语来结束他的谢词：“愛能轉動太陽和群星。（l'amor che move il sole e l'altre stelle.）”。在第72屆奧斯卡頒獎典禮上貝尼尼阅读女主角奖的提名名单。主持人比利·克里斯托出现在他背后，戏剧性地用一张大网罩住他来防止他再次过度引用古典文学。
贝尼尼在《勇士鬥凱薩》中扮演一个腐败的罗马收税人，他计划刺杀凱薩来夺取罗马共和国的权力。
他於2002年拍摄的电影《木偶奇遇記》是意大利最昂贵的电影之一，在意大利相当成功，在北美票房則很失败，爛番茄评分为0%。他出演皮諾丘的角色在第23届金酸莓奖上被提名为最糟男主角。
2002年，貝尼尼在达米安·佩蒂格鲁關於費里尼的纪录片《天生谎言家》中做了一个典型强而有力的公开性采访。這部電影在歐洲電影獎中被提名为最佳纪录片，在班夫世界电视节上获得了最佳艺术纪录片奖。
2003年，贝尼尼获得美國意大利裔基金会（The National Italian American Foundation）的娱乐特殊奉献奖。貝尼尼於2005年演出《爱你如诗美丽》，内容是伊拉克战争初期的一个爱情故事。
2005年10月15日，他在意大利观众最多的傍晚新闻节目里即兴跳脱衣舞。脱掉了他的衬衫，把它挂在新闻演讲员的肩膀上。在他脱掉衬衫之前他在节目开始的时候跳到演讲员的身后宣布：“貝魯斯柯尼辞职了！”在节目前的周五他带领上千人在罗马抗议政府把资助艺术的资金裁减了35%。
2007年2月2日，貝尼尼获得比利时鲁汶大学荣誉博士学位。2008年4月22日他又获得马耳他大学的荣誉博士学位。
2012年，羅貝托·貝尼尼演出伍迪·艾倫執導的《愛上羅馬》。
2019年再度出演電影《皮諾丘的奇幻旅程》飾演 老木匠傑佩托

### 神曲
貝尼尼是一名即兴诗人。他最著名的表演是能够凭记忆背和演讲但丁的《神曲》。
在2006年和2007年，貝尼尼的一人演出《大讲但丁》在意大利巡回演出非常成功。他诙谐地把《神曲》的内容与时事和他自己的回忆结合在一起。《大讲但丁》在意大利共上演了130次，估计共有一百万观众。一千万以上的观众观看了2007年11月29日的电视转播。
貝尼尼在北美演出中宣布他学习了英语，開始把但丁的作品介绍给英语母语者。节目包括关于语言和诗歌的辩证讨论，庆祝现代化以及人类的智慧创造语言的成就。
貝尼尼的《大讲但丁》在2008年至2009年间在法国、加拿大和阿根廷演出。他在旧金山、波士顿和芝加哥演出。2009年6月16日他在布宜诺斯艾利斯演出，在那里他获得了该市的荣誉市民的荣誉。

## 书籍
- E l'alluce fu... monologhi e gags （1996年）